# Nguyễn Huy Hùng
Nguyễn Huy Hùng (sinh ngày 2 tháng 3 năm 1992) là một cầu thủ bóng đá chuyên nghiệp người Việt Nam đang thi đấu ở vị trí tiền vệ trung tâm cho câu lạc bộ Viettel.

## Sự nghiệp
Nguyễn Huy Hùng trưởng thành từ lò đào tạo trẻ của Hà Nội ACB. Năm 2012, anh được đem cho Sông Lam Nghệ An mượn đá giải U-21 Quốc gia nhưng không để lại được nhiều dấu ấn.
Sau khi bầu Kiên bị bắt và đội Hà Nội ACB giải thể, Huy Hùng được huấn luyện viên Hoàng Văn Phúc chiêu mộ về thi đấu cho Sài Gòn (khi đó đội mang tên Câu lạc bộ Hà Nội). Tại đây, anh được ông Phúc tín nhiệm, trao cho nhiều cơ hội ra sân và trở thành cầu thủ không thể thay thế của đội ở Giải hạng Nhất Quốc gia. Khi ông Hoàng Văn Phúc lên nắm đội U-23 Việt Nam, Huy Hùng cũng có lần đầu tiên lên tuyển. Tuy nhiên, anh đã dính chấn thương và không thể tham dự Đại hội Thể thao Đông Nam Á 2011.
Dưới thời huấn luyện viên Toshiya Miura, Huy Hùng đã trở thành trụ cột của đội tuyển quốc gia. Trong trận đấu Olympic Việt Nam đánh bại Olympic Iran 4–1 tại Á vận hội 2014, Huy Hùng là một trong số cầu thủ thi đấu ấn tượng nhất khi hoàn thành xuất sắc nhiệm vụ càn quét trước hàng phòng ngự, làm các mũi tấn công của đối phương hoàn toàn bế tắc. Tháng 11 năm 2014, Huy Hùng có tên trong danh sách đội tuyển quốc gia Việt Nam tham dự AFF Cup 2014. Đáng chú ý anh là tuyển thủ duy nhất thi đấu ở giải hạng Nhất. Tại AFF Cup 2014, Huy Hùng là cầu thủ ra sân trong tất cả các trận đấu của đội tuyển Việt Nam và khiến truyền thông Đông Nam Á "phát sốt" khi anh có màn trình diễn tuyệt vời trong trận bán kết lượt đi với Malaysia. Huy Hùng chơi ở vị trí tiền vệ trung tâm nơi tranh chấp bóng quyết liệt nhất, anh có 80% đường chuyền chuẩn xác, tỷ lệ xoạc bóng thành công 100%, chiến thắng 71,43% trong các pha tranh chấp tay đôi.
Sau kỳ AFF Cup đầu tiên, Nguyễn Huy Hùng gia nhập Quảng Nam tái ngộ với ông thầy Hoàng Văn Phúc. Tại đội bóng "xứ Quảng", anh đạt đến đỉnh cao sự nghiệp với chức vô địch V.League và siêu cúp quốc gia mùa 2017 cùng ngôi á quân Cúp quốc gia 2019. Sau khi thất bại cùng với Quảng Nam trong cuộc chiến trụ lại V-League 2020, Huy Hùng đã nói lời chia tay với đội bóng sau 5 năm gắn bó.

## Thống kê sự nghiệp

### Quốc tế
Tính đến ngày 24 tháng 1 năm 2019
| Đội tuyển quốc gia | Năm       | Trận | Bàn |
| ------------------ | --------- | ---- | --- |
| Việt Nam           |           |      |     |
| 2014               | 6         | 1    |     |
| 2015               | 3         | 0    |     |
| 2016               | 2         | 0    |     |
| 2017               | 5         | 0    |     |
| 2018               | 5         | 1    |     |
| 2019               | 3         | 0    |     |
| Tổng cộng          | Tổng cộng | 24   | 2   |

Bàn thắng quốc tế
Bàn thắng của đội tuyển Việt Nam được ghi trước.
| # | Thời gian            | Địa điểm                                                  | Đối thủ  | Bàn thắng | Kết quả | Giải đấu     |
| - | -------------------- | --------------------------------------------------------- | -------- | --------- | ------- | ------------ |
| 1 | 25 tháng 11 năm 2014 | Sân vận động Quốc gia Mỹ Đình, Hà Nội, Việt Nam           | Lào      | 3–0       | 3–0     | AFF Cup 2014 |
| 2 | 11 tháng 12 năm 2018 | Sân vận động Quốc gia Bukit Jalil, Kuala Lumpur, Malaysia | Malaysia | 1–0       | 2–2     | AFF Cup 2018 |

## Danh hiệu

### Câu lạc bộ
Quảng Nam
- V.League 1: 2017
- Siêu cúp quốc gia: 2017
- Á quân Cúp quốc gia: 2019

### Quốc tế
U-23 Việt Nam
- Huy chương đồng Đại hội Thể thao Đông Nam Á: 2015

Đội tuyển Việt Nam
- Giải vô địch bóng đá Đông Nam Á: 2018